# 여산송씨족보
여산송씨족보(礪山宋氏族譜)는 경기도 여주시 가남읍에 있는 조선시대의 족보이다. 1991년 4월 2일 경기도의 유형문화재 제139호로 지정되었다.

## 개요
조선 효종 4년(1653) 송희업이 간행한 여산 송씨 족보이다. 여산 송씨 족보는 선조 39년(1606) 송언신이 처음 펴내어 광해군 2년(1610) 송일이 청주에서 1책으로 간행하였고, 그 뒤 송희업이 간행한 것이다.
여산 송씨의 시조인 송유익 이하 19세손까지 기록되어 있고, 부록으로 2권이 더 있다. 한 면을 세로 6칸으로 나누어 기록하고 있는데, 적자와 서자는 구분하지만 남녀는 구분하지 않고 태어난 순서에 따라서 기록하였다. 딸의 후손같은 다른 성씨는 4대까지만 기록하고 있다. 또한 14세손까지는 양자 입양 사실이 거의 보이지 않고 14세손 이후에야 양자 입양이 기록되고 있다.
태어난 순서대로 기록한 것은 조선 전기 족보에 나타나는 특징으로 이때까지만 해도 맏아들만 상속시키는 제도가 완전하게 정착되지 않았음을 보여주고 있으며, 또한 이 족보를 통해 17세기 이후에 양자를 들이는 제도가 생기기 시작했다는 사실도 알 수 있다.

## 같이 보기
- 여산 송씨

## 참고 문헌
- 여산송씨족보 - 국가유산청 국가유산포털